# Villa Folio
La villa Folio, ou maison Folio, est une maison remarquable de l'île de La Réunion, département d'outre-mer français dans le sud-ouest de l'océan Indien. Elle est située dans le centre d'Hell-Bourg, un îlet du cirque naturel de Salazie sur le territoire de la commune du même nom. Cette villa est inscrite au titre des monuments historiques depuis le 6 avril 1989,.

## Histoire
Le bâtiment et son jardin sont représentatifs de l'architecture créole en vigueur au XIXe siècle lorsque la bonne société réunionnaise pratiquait le changement d'air dans les hauteurs de la colonie.
La structure du bâtiment (en bois imputrescible du pays) est d'origine, même si les intérieurs ont été rénovés (à l'identique) depuis.

## Extérieur

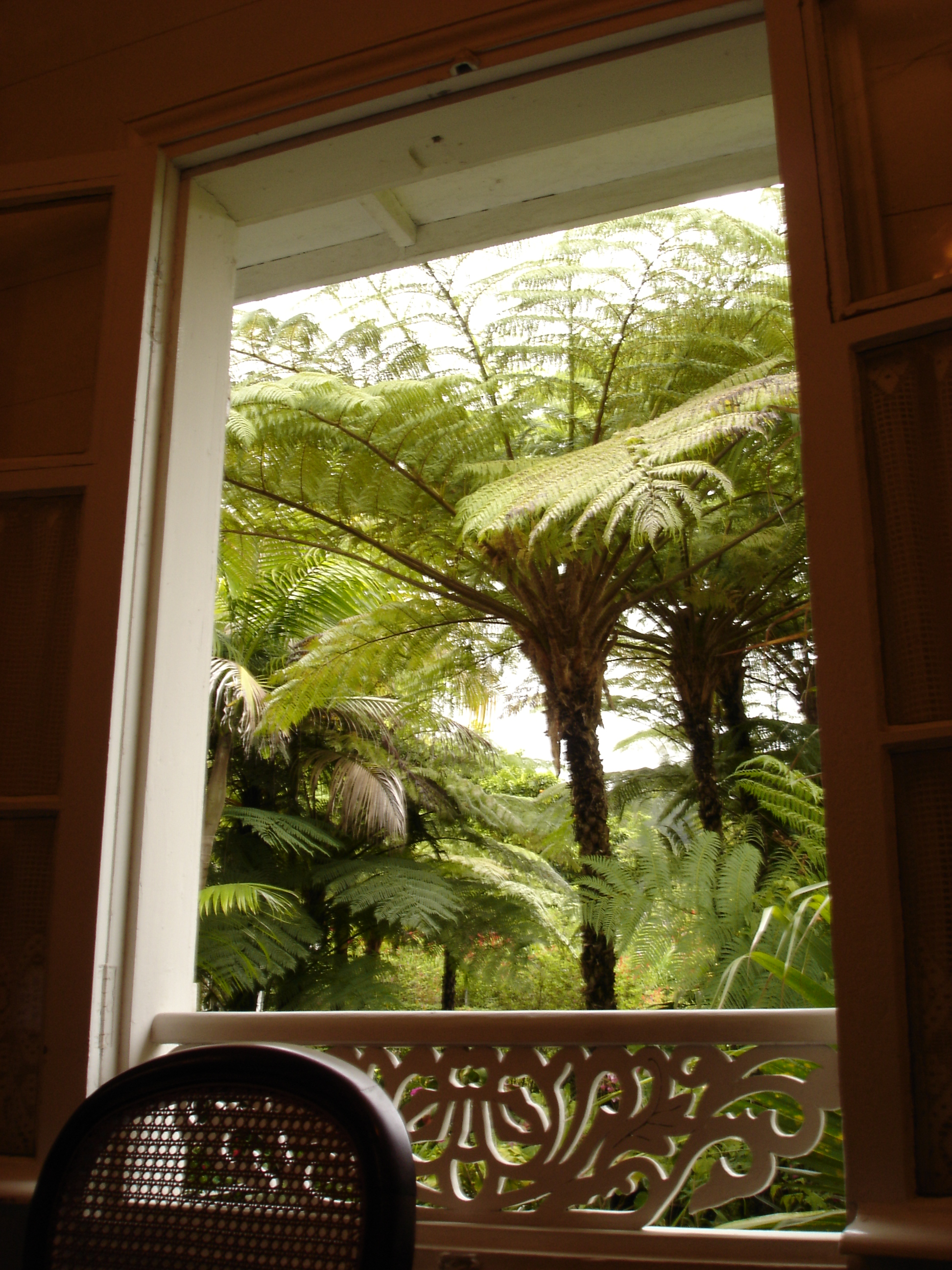
Une fougère arborescente du jardin vue depuis une fenêtre de la villa Folio.

### Jardin
Le jardin tropical comportent plusieurs parties :
- plantes médicinales
- serre aux orchidées
- serre aux plantes carnivores
- plantes aromatiques

On peut aussi y observer les fougères arborescentes ainsi que la flore exubérante, caractéristiques de la région.

### Annexe
Dans l'annexe on peut observer des ustensiles d'époque (ancêtre du réfrigérateur, baignoire, bouilloire, artisanat en bambou...) ainsi qu'une collection des différentes essences de bois de l'île.
- Raphaël Folio, (1923-2018), propriétaire de la maison Folio.